# Mirepeisset
Mirepeisset , es una localidad  y comuna francesa, situada en el departamento del Aude en la región administrativa de Languedoc-Rosellón.
Sus habitantes reciben el gentilicio en francés Mirepeissetois.

## Demografía
| 351 | 359 | 326 | 324 | 410 | 451 |
| Para los censos de 1962 a 1999 la población legal corresponde a la población sin duplicidades (Fuente: INSEE [Consultar]) |     |     |     |     |     |